# Escola metódica
A escola metódica é um movimento da história surgido na França ao final do século XIX. Neste período, buscava-se consagrar à História o status de ciência com a utilização de métodos científicos que a distanciassem da literatura e da filosofia. Hippolyte Taine, Ernest Renan, Fustel de Coulanges, Gabriel Monod, Charles Victor Langlois, Charles Seignobos e todos os demais historiadores que viriam a ser compreendidos como metódicos começam a ser vistos como um grupo coeso no início do século XX, quando se iniciam os principais questionamentos e criticas a respeito de suas abordagens metodológicas. O termo Escola Metódica foi usado pela primeira vez em 1976 pelo historiador Charles-Olivier Carbonell em sua obra Histoire et historiens, dentro de um contexto de reavaliação do papel da história por historiadores da Nouvelle Histoire. 

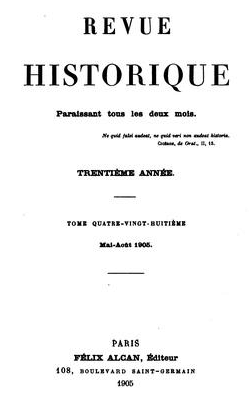
Primeiro número da Revue Historique

O marco inicial da Escola Metódica é a publicação da revista Revue Historique, fundada por Gabriel Monod e Gustave Charles Fagniez, em 1876, cujo objetivo era ser uma coletânea da ciência positiva e um espaço de livre discussão. Outro marco para a Escola Metódica é manual Introdução aos Estudos Históricos, publicado em 1898 por Charles Victor Langlois e Charles Seignobos. Inspirado pela Revue Historique, o manual contém os métodos que os historiadores deveriam se basear para o seu ofício, além dos pensamentos de Seignobos e Langlois.
Em busca de uma História Cientifica, a Escola Metódica tem em sua base a independência política e religiosa da História enquanto disciplina. Movida por um sentimento nacionalista e revanchismo em relação a Alemanha, a escola estabeleceu o compromisso de fortalecer a pesquisa histórica dentro da França, tendo importante papel na construção da identidade nacional, da ideia de Estado-nação e da constituição histórica de valores e memórias nacionais. Com o objetivo de construir uma erudição histórica na França, os metódicos se propuseram a elevar o nível de cientificidade, entendida enquanto algo construído com base no levantamento bibliográfico e na análise crítica das fontes, no intuito de melhorar a qualidade das produções históricas.
Entre 1890 e 1910, a história metódica encara duras criticas, que visam censurar sua busca por objetividade e especificidade do processo histórico e acusam sua preocupação pelo particular e individual. As primeiras décadas do século XX marcam o declínio do prestígio da Escola Metódica, acusada de ser historicizante, positivista e narrativista. Um dos primeiros críticos da escola metódica, François Simiand, em sua obra Método Histórico e Ciência Social, de 1903, levanta criticamente a ideia de imparcialidade do historiador e a admiração por “ídolos”. Na década de 1920, o golpe fatal a Escola Metódica parte da crítica de jovens membros da Escola dos Annales, como Lucien Febvre e Marc Bloch cujas criticas serviriam também como uma autoafirmação de novidade.  

## História

### Origem do termo
Hippolyte Taine, Ernest Renan, Fustel de Coulanges, Gabriel Monod, Charles Victor Langlois e todos os demais historiadores que viriam a ser compreendidos como representantes da Escola Metódica, começam a ser vistos como um grupo coeso no início do século XX, quando se iniciam os principais questionamentos a respeito de suas abordagens metodológicas. Entretanto, é apenas com a reavaliação do papel da história por historiadores da Nouvelle Histoire, na década de 1970, que o trabalho desses historiadores da Terceira República tornou-se objeto de estudo. Dentro desse contexto, foi Charles-Olivier Carbonell quem utilizou pela primeira vez o termo Escola Metódica a esse grupo de historiadores franceses, em sua obra Histoire et historiens, de 1976.
Segundo Carbonell, após a década de 1860, surgiu uma nova forma de escrita da história na França com a chegada de historiadores protestantes a posições de influência. Para ele, historiadores protestantes e positivistas viam a história de forma diferente dos católicos, e a unidade da Escola Metódica era mais vinculada a preferências religiosas e preconceitos políticos do que ao uso de qualquer metodologia particular. Em certo sentido, Carbonell tentou mostrar a reviravolta protestante da história como simultânea ao surgimento do republicanismo e do nacionalismo modernos.

### Início
As obras de Hippolyte Taine e Ernest Renan têm, no século XXI, sido o foco de diversos estudos historiográficos, sob a ótica, especialmente, da filosofia do conhecimento, no caso de Taine, e da história da religião, no caso de Renan. Taine tinha grande preocupação e interesse acerca das leis e causas diretas das ações históricas, enquanto Renan tinha como foco as causas da agência humana. Para historiadores como Charles-Olivier Carbonell, Taine e Renan estariam mais bem situados entre os precursores da Escola Metódica do que entre seus membros. Na visão de Carbonell, Taine se distinguiria dos historiadores profissionais como Gabriel Monod, Ernest Lavisse, Charles Victor Langlois e Charles Seignobos por oferecer uma versão mais antiga, não profissional, do método histórico. Outra perspectiva coloca Taine e Renan entre os metódicos. Em seu livro Writing History in the Third Republic, Isabel Noronha-DiVanna afirma não ver estes historiadores como metodologicamente diferentes dos demais metódicos. Indo contra a interpretação de Carbonell, DiVanna afirma também que as inclinações políticas não republicanas de Renan, e mesmo antirrepublicanas de Taine, não possuem consequência direta em seus entendimentos de como a história se desenrolava, nem de como deveria ser escrita. A questão política, portanto, não os separava dos demais metódicos.

### Apogeu

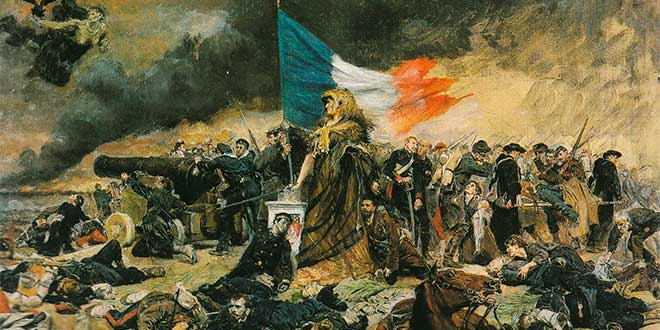
Pintura que retrata a guerra Franco-Prussiana de Nicolas Alberto Delsouc

O marco inicial da escola é a publicação da Revue Historique em 1876, que teve como objetivo ser uma coletânea da ciência positiva e um espaço de livre discussão. A independência política e religiosa da disciplina História estava na base do surgimento da escola metódica. A História deveria ser estudada tendo como fim a si mesma, e não servir a outros fins. A escola estabeleceu o compromisso de fortalecer a pesquisa histórica dentro da França. Nutridos por um sentimento de revanchismo com relação à Alemanha e a derrota na guerra franco-prussiana, queriam que a França voltasse a estar no lugar de superioridade intelectual que um dia esteve.
Em seu livro Writing History in the Third Republic, Isabel Noronha-DiVanna examina os trabalhos de Fustel de Coulanges, Gabriel Monod e Ernest Lavisse como representantes do apogeu da escola metódica, sendo suas metodologias e conhecimentos de história inspiradas pelos trabalhos de historiadores mais velhos, como Hippolyte Taine e Ernest Renan.
Com o objetivo de construir uma erudição histórica na França, os metódicos se propuseram a elevar o nível de cientificidade, entendida enquanto algo construído com base no levantamento bibliográfico e na análise crítica das fontes, no intuito de melhorar a qualidade das produções históricas. O trabalho proposto pelos metódicos se opunha ao modelo de história produzido pelos seus antecessores Augustin Thierry, François Guizot, Jules Michelet, Adolphe Thiers, entre outros. De acordo com Gabriel Monod, a história produzida por esses historiadores poderia ser chamada de literária por causa de sua forma de escrita; pelo fato de que esses historiadores, em sua maioria, eram autodidatas, não tendo passado por uma formação acadêmica; e por eles não retomarem suas obras afim de efetuar correções visando o progresso da ciência.

### Decadência
Charles Victor Langlois e Charles Seignobos apreenderam as ideias de Gabriel Monod e produziram, vinte anos depois do lançamento da Revue Historique, um manual intitulado Introdução aos Estudos Históricos, publicado em 1898, e que contém ideias e métodos de análise que os historiadores deveriam se basear para o seu ofício. Essa obra foi uma das principais no que diz respeito aos métodos difundidos pela Escola Metódica, sendo referência para gerações de historiadores. Interessava a esses historiadores atingir uma imparcialidade e objetividade na produção historiográfica, e para isso se propuseram a elaborar técnicas de análise visando uma história profissional. Langlois e Seignobos afirmaram a importância da crítica para o trabalho histórico, pois entendiam que o documento não falava por si mesmo, sendo necessário que o historiador realizasse a sua análise crítica.
Entre 1890 e 1910, a história metódica encara duras criticas, que visam, por um lado, censurar sua busca por objetividade e especificidade do processo histórico e, por outro, acusam sua preocupação pelo particular e individual. As primeiras décadas do século XX marcam o declínio do prestígio da Escola Metódica. Sendo um dos primeiros a criticar a escola metódica, François Simiand em sua obra Método Histórico e Ciência Social, de 1903, articula críticas diversas, em especial acerca de Langlois e Seignobos. Entre suas principais críticas, levanta a ideia de imparcialidade do historiador e a admiração por “ídolos”. O golpe fatal, na década de 1920, partiu da crítica de jovens membros da Escola dos Annales, como Lucien Febvre e Marc Bloch.

## Inspiração alemã

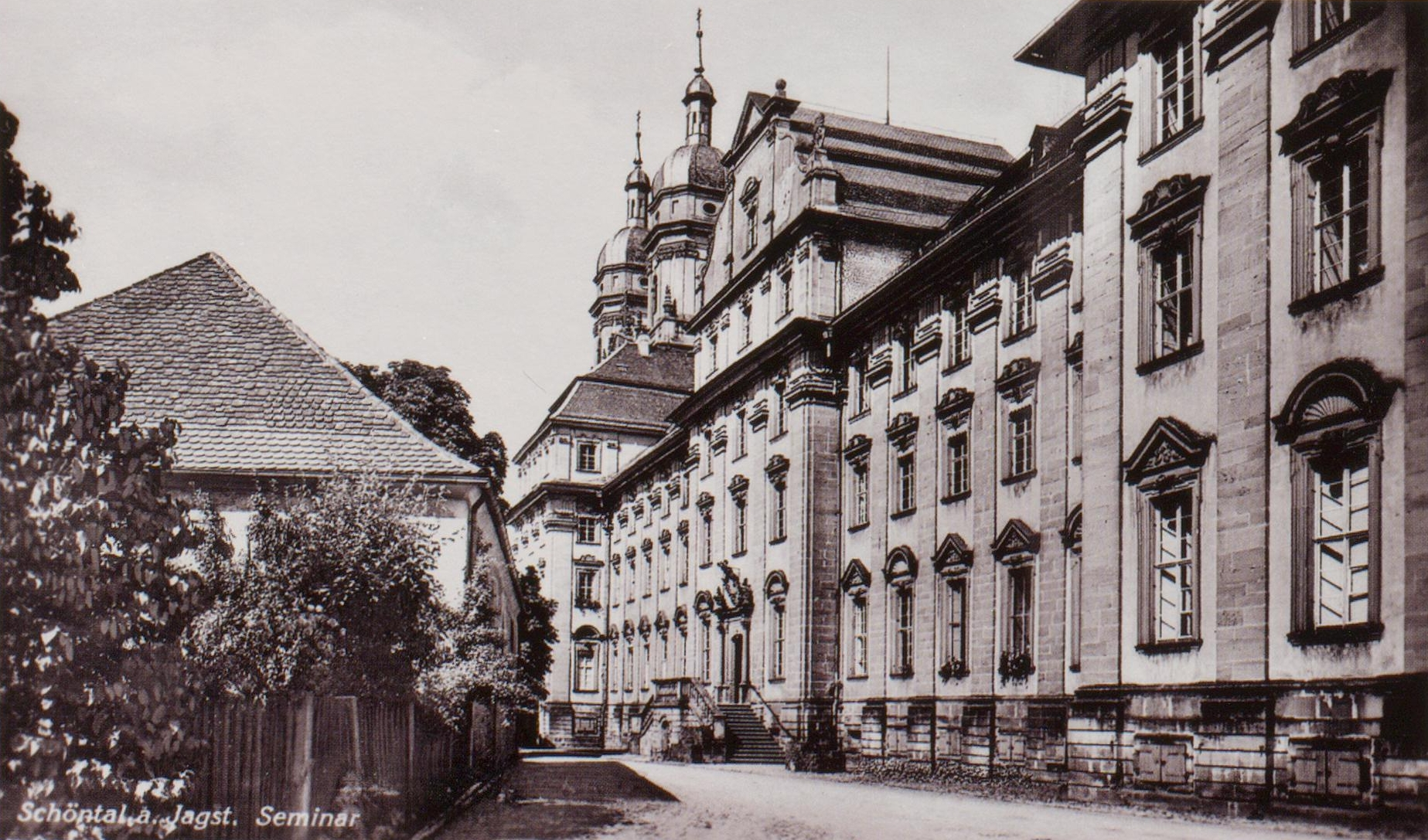
Seminário Schöntal, cartão postal, 1900, Stadtmuseum Ulm.

Diversos pesquisadores, como Gabriel Monod, apontam o importante papel que a Alemanha teve no avanço da ciência histórica.[11] Historiadores de todo o globo, como o francês Charles Seignobos, o estadunidense Herbert Baxter Adams, o argentino Ernesto Quesada e o belga Paul Fredericq, que visitaram diferentes universidades alemãs entre o fim do século XIX e o inicio do século XX reconheciam a superioridade das instituições alemãs em comparação aquelas em seus países. Apesar de não existir consenso na historiografia acerca das origens da profissionalização da história, expressões como "método" e "seminário" são constantemente associadas às experiências germânicas educacionais do final do século XVIII ao início do século XIX. A preeminência das instituições de ensino superior alemãs, em especial em relação às francesas, estadunidenses, inglesas e hispânica, no início do século XIX, era reconhecida por historiadores de todo o mundo, entre eles o próprio Seignobos. 
Em muitos aspectos, a Alemanha se encontrava, no final do século XIX, mais organizada e modernizada em comparação com outros lugares do mundo, especialmente em relação à França.[18] A  Alemanha contava com uma estrutura forte no campo educacional, possuía muitas universidades e um elevado investimento em ciência. O ensino acompanhou as vicissitudes que ocorreram progressivamente durante os séculos, as tradições eclesiásticas foram perdendo espaço enquanto a laicidade passou a ser valorizada.[14] A combinação desses fatores possibilitou um grande número de pesquisas e o progresso intelectual. Os fundadores da Escola Metódica percebiam que para superar o atraso científico francês deveriam realizar um trabalho metódico que serviria de base para a uma verdadeira erudição histórica. Dentre as ações nesse sentido, estiveram a publicação de textos, a crítica minuciosa, a utilização de documentos e o fortalecimento no campo educacional.[19] Foi na Alemanha que inicialmente foi dado grande importância ao levantamento e à crítica documental.[20]
Em relação à Escola Metódica, os historiadores alemães disponibilizaram a base teórica do conhecimento histórico.[1] A pesquisa histórica que era produzida na Alemanha teve grande impacto nos metódicos Gabriel Monod e Gustave Charles Faganiez por causa do acesso que tinham a publicações, entre revistas e livros, e também pelos congressos e eventos acadêmicos que participaram.[12]  As publicações alemãs circulavam por toda a Europa, muitas vezes em traduções. Uma das obras que teve grande circulação foi a Historische Zeitschrift (Revista histórica) fundada em 1859 por Heinrich Von Sybel. Pioneira dentre as revistas científicas de história, foi também um dos primeiros periódicos a se dedicar à história do tempo presente. A Revista histórica era bastante representativa do pensamento historiográfico alemão e do historicismo. Com o historicismo alemão é construída uma cultura histórica e uma consciência temporal entre passado e presente, que se opunha à filosofia da história iluminista e hegeliana. Nesse momento a história passa a aspirar a objetividade, seja na ênfase em virtudes morais que servem como incentivo à profissionalização, seja na forma de procedimentos metodológicos que guiem a análise das fontes, princípio seguido pelos metódicos. Mesmo a ideia de produção de manuais para a história, como o produzido por Charles-Victor Langlois e Charles Seignobos, já era prática antes na Alemanha, como deixa vislumbrar o Manual de Teoria da História de Gustav Droysen, publicado em 1858.
Muitos historiadores franceses foram estudar na Alemanha após a guerra franco-prussiana para entender o que os levou a perder a guerra e para aperfeiçoar o conhecimento francês em diversas áreas, especialmente a científica e a militar. Monod, Ernest Lavisse, Seignobos, entre outros, estudaram na Alemanha e retornaram à França comprometidos com o pensamento histórico científico alemão.[4] Como afirmou Monod, “nenhum país contribuiu mais que a Alemanha para dar aos estudos históricos [o] caráter de rigor científico”.[13] Dentre os pesquisadores alemães que tiveram maior impacto na produção francesa estão Christian Lassen, Barthold Georg Niebuhr, August Boeckh, Theodor Mommsen, Karl Eichhorn, Friedrich Karl von Savigny, Georg Waitz, Georg Heinrich Pertz, Georg Gottfried Gervinus e Leopold von Ranke.[14] As concepções históricas de Ranke tiveram especial importância para a Escola Metódica, principalmente na posição de que a compreensão dos acontecimentos deveria se dar a partir dos documentos.[15] Ranke lançou muitas questões pertinentes para a instituição da História enquanto ciência, sendo comumente chamado pai da história científica.[16] Para Ranke, a história era constituída por uma fusão entre ciência e arte, estabelecendo uma aproximação da história com a filosofia e com a poesia.[17]

## História científica

### Disciplinarização
No contexto da III República francesa, buscou-se consagrar à História o estatuto de ciência a partir de uma narrativa objetiva e neutra, que pudesse ser comprovada por meio fontes e métodos de análise. Nesse período, passou-se a valorizar o discurso histórico disciplinado por fontes primárias, ao passo em que a aplicação da metodologia científica teve como objetivo expurgar os então chamados micróbios literários da narrativa historiográfica. As principais críticas que os metódicos fazem com relação a falta de uma base de estudo e pesquisa histórica sólida na França é devido à falta de um ensino superior organizado e uma cultura intelectual de método e crítica.
Havia um esforço dos historiadores metódicos em afastar-se da história enquanto literatura, produzida por historiadores românticos como Jules Michelet e Augustin Thierry, por ser vista como uma história impregnada de sentimento, subjetividade e idealismo. Os metódicos criticavam os chamados cronistas e os literatos, pois não produziam uma ciência histórica entendida enquanto algo apreendido a partir da análise crítica das fontes. Eles acreditavam que os seus antecessores tinham paixões políticas e religiosas que impediam o avanço da ciência. A profissionalização da história enquanto disciplina científica está ligada principalmente a chamada geração de 1870, da qual os metódicos fazem parte.
Entre os metódicos, Seignobos e Langlois se preocupavam especialmente em ressaltar a excepcionalidade da disciplina de história no campo das ciências, traçando seus contornos e limites específicos e apresentando sua relevância para o entendimento do presente. Tal perspectiva é especialmente importante no âmbito da educação por justificar o ensino de história. 

### Nacionalismo
Eram diversas as histórias existentes na França até o final do século XIX, mas no contexto da III República, de forte sentimento patriótico e de formação de unidade nacional, fazia-se necessário construir uma história que abarcasse e tivesse significado para toda a população.  A elevação na importância da disciplina histórica ocorre em um momento da história em que se passa a olhar para o passado buscando-se auto afirmar no presente. A geração de 1870 participou do processo de constituição de uma identidade nacional. Os historiadores vieram a ter uma função patriótica com o crescimento do sentimento nacionalista após a guerra franco-prussiana. Foi um movimento historiográfico que tentou promover uma unidade nacional para a França, promovendo uma aproximação metodológica com a ciência histórica alemã. Em contrapartida, ao mesmo tempo, havia um crescente sentimento antigermânico.

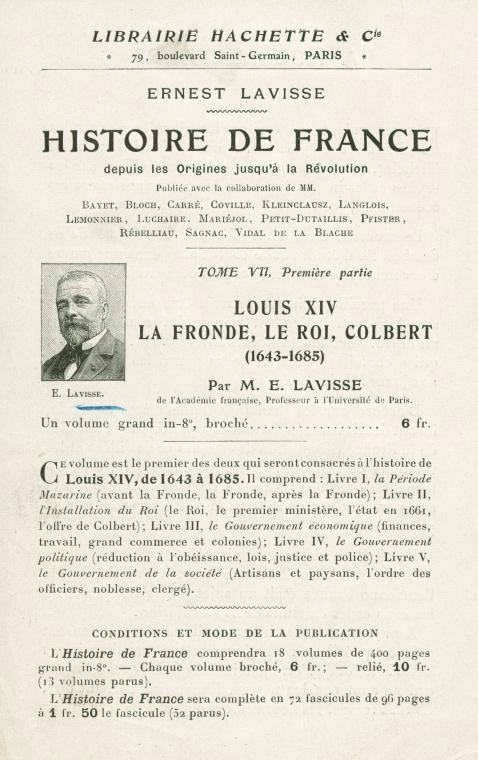
Ernest Lavisse - História da França (1906)

Ao longo do século XIX, a educação, em geral, assim como o ensino de história, em particular, passou a ser ressignificado, ligando-se a um projeto nacional. É na República que ocorre uma reforma do ensino em todos os âmbitos, superior, secundário e primário, e passa a existir o interesse de formar cidadãos patriotas. O desenvolvimento dos estudos históricos na França foi impulsionado pelo caráter político de construção de uma unidade nacional.
A Escola Metódica teve um papel importante para a construção da identidade nacional, da ideia de Estado-nação e da constituição histórica de valores e memórias nacionais. A educação passa a ser vista como algo importante no projeto de nação que se está desenhando. Ernest Lavisse teve um papel importante no sentido de construção de nação pela obra Histoire France. Ernest Lavisse elabora, juntamente com um grupo de historiadores, a coleção História da França, publicada entre as décadas de 1900 e 1910 em nove tomos. Essa ampla reconstituição da história da França privilegiou o âmbito político, baseado nas dinastias, nos homens ilustres e nas grandes guerras. Esse pensamento de valorização da educação e da cultura para a formação de uma identidade nacional era amplamente manifestado no século XIX e presente em obras de diversos historiadores, inclusive fora da França. O século XIX foi um período de variabilidade da história e da existência de múltiplas ciências da história.

### Método histórico
Foram os progressos nas ciências e nos métodos científicos do século XVII e XVIII que possibilitaram pensar em novos meios de investigação histórica. Entre eles a filologia comparada, a antropologia, a geologia, a paleografia, entre outras. Como conhecimento científico, a História se funda no trabalho de análise crítica e comparação. A partir de uma investigação lenta, metódica e progressiva, seu avanço segue do particular ao geral desvelando os acontecimentos com base em provas. Os historiadores pertencentes à escola metódica se diziam distantes de qualquer doutrina, desejando apenas reconstruir a partir das fontes a verdadeira história. Se preocupavam em produzir uma história científica, procurando empregar métodos de pesquisa e análise que visavam a objetividade, a universalidade epistemológica, o distanciamento do objeto de análise e a valorização dos eventos.
Na visão de  Charles-Victor Langlois e Charles Seignobos, a história seria uma ciência da transformação em sentido contínuo, um estudo da evolução das sociedades. A importância dos eventos não estaria em sua espetacularidade, mas em sua importância, sendo essa medida pelos eventos do qual é causa. O papel desempenhado pelo fato ou personagem na evolução das sociedades deve ser um dos critérios de seleção dos autores. Ao mesmo tempo, advertiram sobre a tendência de imaginar tais sociedades como conjuntos homogêneos.

### Fonte histórica

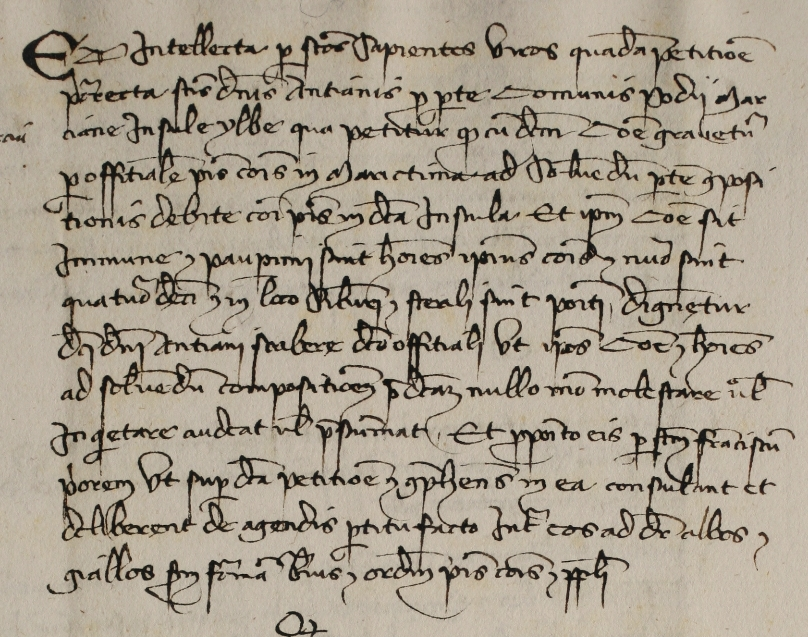

Os metódicos atribuíam ao documento valor essencial na pesquisa histórica. O uso de fontes e pesquisas com um embasamento em provas materiais se torna base para a ciência histórica a partir da crítica ao documento.  O historiador deveria se ater ao passado, distanciando-se o máximo possível temporalmente de sua fonte de pesquisa com o objetivo de produzir uma análise verdadeira. Acreditava-se que o historiador, por meio do método, seria capaz de descrever e analisar os documentos com menor interferência, extraindo a verdade dos fatos. O uso de documentos era essencial para a escrita da história, como afirma Langlois e Seignobos em seu manual Introdução aos Estudos Históricos..  Na época, o entendimento que se tinha sobre documento era de dois tipos: de traço material, como monumentos e objetos, ou de ordem psicológica, como documentos escritos e oficiais.
Para Seignobos e Langlois, o fato histórico não existe naturalmente, mas é concebido. Segundo Seignobos, ele compreende tudo o que não se pode mais observar diretamente, pois deixou de existir. Os diversos fatos históricos têm em comum sua procedência documental, capaz de informar sobre acontecimentos físicos, atos humanos e motivações e ideias. É por esse motivo que a dupla tem como uma de suas principais preocupações os vestígios materiais e escritos, o modo como foram criados e por quais motivos, sua heurística (crítica externa) e hermenêutica (crítica interna).  Quando há ausência de vestígios ou testemunhos, abre-se, para Langlois e Seignobos, o espaço para conjecturas. São as considerações sobre fatos históricos, formadas a partir de uma série de perguntas e respostas metodicamente formuladas, que fazem da história uma ciência. A História seria, portanto, para esses metódicos uma ciência subjetiva, e, a “análise histórica”, um processo mental.
Diversas ciências contribuíram para firmar a autoridade do documento, como a numismática, a paleografia e a epigrafia. A partir da crítica do texto seria possível reconstituir o passado. Os metódicos defendiam não apenas o uso de métodos de análise, mas também o uso da crítica. Como afirma Monod, “a história pode, com um método rigoroso e uma crítica prudente, senão descobrir sempre a verdade completa, ao menos determinar exatamente sobre cada ponto, o certo, o verossímil, o duvidoso e o falso”.  O documento era entendido enquanto um vestígio do passado e meio pelo qual os fatos históricos podem ser apreendidos. Estes fatos podem ser sentimentos ou até mesmo acontecimentos de longa duração. O trabalho do historiador, a partir do documento, consiste na sua organização, análise, e crítica, sendo esta interna e externa, que já vinha sendo pensada no âmbito dos estudos históricos desde o século XVII. 
Quanto às obras históricas, Langlois e Seignobos defendem que essas destinam-se a expor os resultados de um trabalho de estruturação histórica, tendo o historiador liberdade para selecionar os fatos a serem estudados e como apresentá-los, desde que apresente uma preocupação científica, situação de obras como monografias, repertórios e manuais.

## Polêmicas com a Escola dos Annales

### A disputa pela hegemonia na Sorbonne

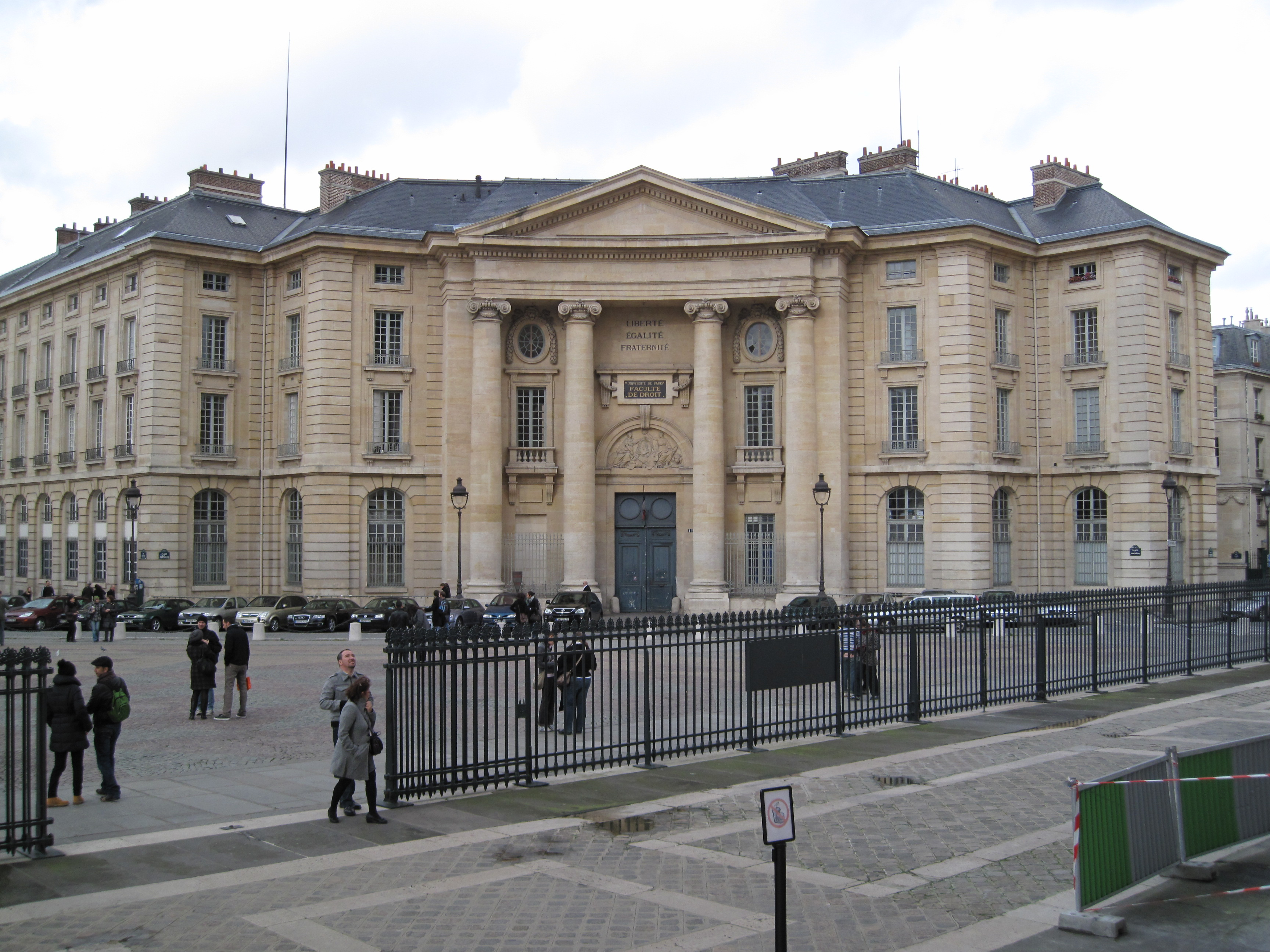
Universidade de Paris-Sorbonne.

Na França, a Universidade de Paris-Sorbonne, foi o grande polo intelectual francês, destacando-se por suas pesquisas. Os metódicos eram professores em Sorbonne, assim como os fundadores da Escola dos Annales. A escola metódica exerceu grande dominação na área de ensino e investigação histórica nas universidades até os anos de 1940. Existia um conflito interno no campo da história dentro de Sorbonne. E, devido ao grande poder intelectual que exercia a escola metódica nas universidades, os fundadores dos Annales foram expor suas ideias e críticas aos metódicos fora do âmbito universitário na Revue des Annales d'histoire économique et sociale. Um fator importante para o sucesso dos Annales está ancorado no prestigio que contavam Bloch e Febvre dentro das instituições universitárias, especialmente, com o apadrinhamento de Henri Pirenne. Outras tentativas em relação à organização da produção historiográfica às voltas das ciências sociais já tinham sido feitas anteriormente, mas tiveram o mesmo alcance de notoriedade que os Annales. O prestígio de Bloch e Febvre no meio acadêmico é denotado por Jacques Revel e André Burguière que afirmam que eles eram historiadores reconhecidos, publicavam em importantes revistas, inclusive na Revue Historique.
As mudanças que vieram a ocorrer no mundo também contribuíram para a valorização dos Annales enquanto inovação historiográfica. O surgimento do totalitarismo na Alemanha acabou por interromper as atividades historiográficas. E a decadência cultural, demográfica e política da Europa no início do século XX contribui para o interesse em abandonar o passado e empregar mudanças na concepção histórica. Um dos críticos da Escola dos Annales, Fraçois Dosse afirma que a Escola está marcada pelo ecumenismo epistemológico e por uma estratégia de alianças que favoreceu o seu sucesso. Com a junção de procedimentos e linguagens das ciências sociais, e, a partir de uma posição hegemônica na produção histórica francesa, os Annales se destacaram no campo historiográfico. Alguns historiadores afirmam que os Annales não se tratavam de uma renovação intelectual, pois não teriam um programa bem definido teoricamente, mas se fundavam em uma bricolagem conceitual. Na notoriedade dos Annales foi mais importante a posição de poder dentro da Sorbonne, que a robusteza da proposta intelectual inicial.

### Acusação de ser historicizante e positivista
Um dos primeiros a criticar a escola Metódica foi François Simiand. Em sua obra Método Histórico e Ciência Social, de 1903, articula críticas, especialmente, a Langlois e Seignobos. As críticas levantadas por Simiand versam sobre diversas questões, entre elas, a ideia de imparcialidade do historiador e a admiração por “ídolos”. Os “ídolos” apontados por Simiand referem-se ao apreço político, cronológico e individual dos historiadores metódicos. A crítica ao ídolo político se faz pela dificuldade na definição de regularidades e leis; o ídolo individual refere-se à valorização de histórias de indivíduos em vez de instituições e fenômenos sociais; o ídolo cronológico concerne a demasia aos estudos das origens. Simiand apropriou-se da doutrina dos ídolos de Francis Bacon e adaptou livremente em sua crítica à Escola Metódica.

A linha seguida por Simiand provém da escola sociológica fundada por Émile Durkheim, que considera importante o fenômeno social, as permanências encontradas, em detrimento aos fatos e acontecimentos. Émile Durkheim fundou, em 1898, a L'Année Sociologique, uma revista que publicava pesquisas a respeito da sociologia francesa, e também, críticas à Escola Metódica que denominava de história historicizante.  Durkheim, assim como Simiand, lançou diversas críticas aos metódicos, por vezes chamando-os de positivistas, termo utilizado de forma errônea e carregado de concepções e práticas que não se fundem ao pensamento propriamente dos metódicos.

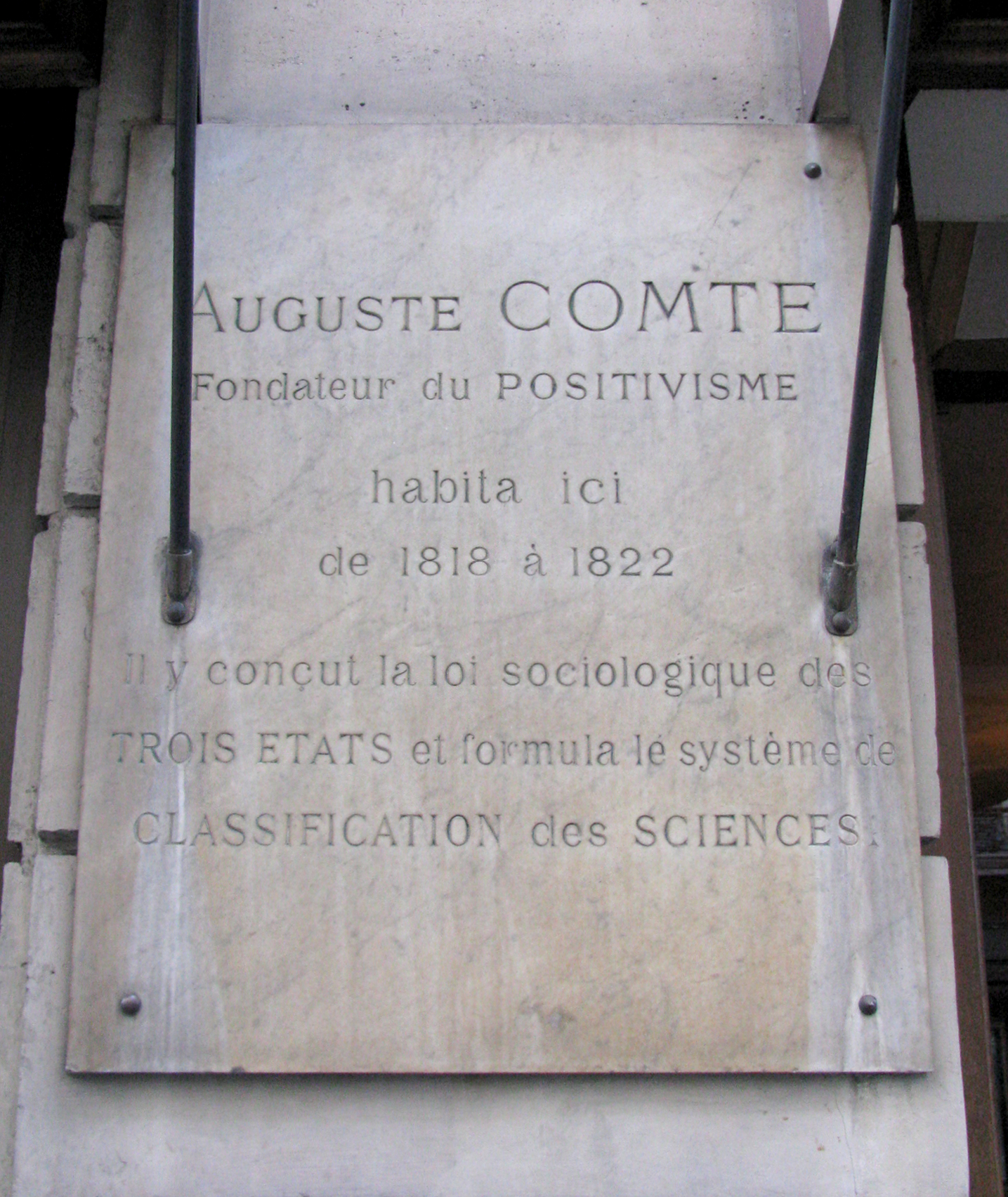

Segundo o historiador português Fernando Catroga, muitas das críticas lançadas contra os metódicos por parte dos Annales, em especial acusações acerca de seu documentalismo e cientificismo, se aplicam possivelmente apenas a Fustel de Coulanges, que em suas últimas teses defendeu o aspecto analítico da investigação histórica, confinando-a a análise filológica de documentos.. Ainda para Catroga, as críticas, acusações e desvalorização excessiva em relação aos metodistas, em especial a Langlois e Seignobos, pela parte dos Annales vinham parcialmente da perspectiva destes de que o metodismo seria a interpretação então dominante do passado. Combateriam a escola metódica, portanto, visando afirmar sua novidade.
Por suas características fundamentais, a escola metódica era, para o historiador Lucien Febvre, a história a ser rejeitada. Para Febvre, o objetivo da escola seria o uso prático dos documentos, estritamente delimitados a fontes escritas, limitando a disciplina, e sua ambição seria instrumentalizar a história para uma educação cívica e propaganda nacionalista.
Antes das criticas dos Analles ao modelo historiográfico metódico, em 1903, o sociólogo François Simiand, discípulo de Emile Durkheim, escreveu para a revista Méthode historique et sciences sociales artigo onde fez criticas severas história metódica, então vigente na França, a denunciando como não científica e condenada à descrição de fenômenos circunstanciais. Simiand condenava os chamados ídolos dos historiadores, e, mais especificamente, dos historicistas: o ídolo político - ou a preocupação com a história e fatos políticos e das guerras - o individual e o cronológico. O sociólogo também evidencia o esforço da ciência social no processo de renovação historiográfica do início do século XX, e propõe que essa assuma a função e os espaços da ciência histórica. Para Simiand, a ciência social, e não a histórica, é a disciplina capaz de estudar os fenômenos sociais, inacessíveis à observação indireta, que caracterizam a vida social humana. Os argumentos de Simiand servirão de base teórica e metodológica para o pensamento de oposição aos metódicos de Febvre e Marc Bloch, a partir dos anos 1920. 
Erros de tradução também foram responsáveis pela difusão de uma ideia positivista sendo atrelada à escola metódica. Por muitas vezes, não foi entendido o distanciamento que existe para os metódicos entre o documento e fato. Os metódicos compreendem a construção histórica a partir do documento, mas este não é visto como uma verdade ingênua. Pelo contrário, o documento passa por diversas análises para que ao final se chegue ao fato histórico.

### Acusação de ser historicizante e narrativista
A chamada escola dos Annales se definia como uma nova história, em contestação ao tradicionalismo historiográfico dos metódicos que tinha como base a Alemanha. Criticavam a escola metódica, o historicismo alemão e a chamada história política. A crítica e a rejeição feita pelos Annales à prática historiográfica dos metódicos foi bastante recorrente e, por muitas vezes, estes historiadores não reconhecem suas aproximações com a escola metódica. Apesar da construção mitológica de um pensamento historiográfico revolucionário, especialmente com a segunda e terceira geração dos Annales, a chamada Nova História teve grande influência do pensamento historiográfico alemão devido ao grande contato que os fundadores dos Annales tiveram com obras e pesquisas alemães que circulavam pela França. Tanto Marc Bloch quanto Lucien Febvre são herdeiros da chamada geração de 1870 composta por nomes como Gabriel Monod, Ernest Lavisse, Victor Langlois e Charles Seignobos, que foram formados sob o signo da cultura germânica.  As principais críticas feitas pelos Annales aos metódicos referem-se a denominada história dos eventos, bibliográfica, historicizante e a valorização de um método para a obtenção dos fatos.
Mesmo que Bloch e Febvre criticassem à escola metódica, o tom da crítica era diferente entre eles. Febvre lançou suas críticas de forma mais enfática em comparação com Bloch. Criticavam os metódicos por evidenciar os fatos no processo historiográfico, bem como os grandes acontecimentos e os grandes personagens históricos. Febvre os chamava de historiadores dos documentos, e apesar das críticas feitas aos metódicos, Febvre reconhece a importância dos métodos historiográficos produzidos por eles para o progresso da ciência. Emblemático, o artigo “Viver a História” de Febvre direciona seu olhar para a problematização em História, confrontando os aportes teóricos de Langlois e  Seignobos. No artigo, o autor criticava a perspectiva e prática metódica de uma história automática, narrativa, linear e política, limitada à observação de documentos oficiais e à qual faltava problematização. 
Foi com a segunda geração dos Annales que se intensificou as críticas aos metódicos, especialmente a partir das colocações de Simiand na obra Método Histórico e Ciência Social, de 1903, que veio a ser novamente publicada pelos Annales em 1960. Fernand Braudel critica a chamada história tradicional, a história-narrativa, que segundo ele tem como pretensão contar as coisas como exatamente foram, entretanto, seria uma falaciosa ilusão. A história produzida pelos metódicos foi chamada de história narrativa pelos Annales por buscar apreender os fatos a partir dos documentos e de forma linear construir uma narrativa histórica. Em contraposição a esse forma de se fazer história, os Annales apresentavam-se como fazendo uma história-problema, em que a investigação histórica parte de um problema a ser abordado. A diferença fundamental posta entre as duas escolas seria que a escola metódica partiria das fontes e de sua ordem cronológica, que determinavam a história, e a escola dos Annales pensava em uma problemática para depois pensar nas fontes para solucioná-la. Os metódicos foram muito criticados por esse modelo de história narrativa, especialmente quando voltada para história de personagens políticos, heróis e grandes homens.
Criada por Henri Berr, a Revista de Síntese Histórica foi parte do processo de crítica à historiografia metódica na década de 1920. Berr questionava a predominância da narração e da cronologia nas obras de autores metódicos, caracterizando sua narrativa histórica como rara, uma vez que carecia de problematização. 

### Artigos científicos
- ARRAIS, Cristiano Alencar (2006). «A Escola Metódica e o Conhecimento Como Problema.». Emblemas - Revista da UAE História e Ciências Sociais - UFG/RC. Consultado em 16 de abril de 2018

- ASSIS, Arthur Alfaix (2019). «Objectivity and the First Law of History Writing». Journal of the Philosophy of History (1). ISSN 1872-261X. doi:10.1163/18722636-12341350. Consultado em 22 de agosto de 2022

- BOSI, Antônio de Pádua (2005). «A Escola Metódica revisitada». Espaço Plural. VI (12). Consultado em 14 de agosto de 2018

- CATROGA, Fernando (2005). «Teoria da História dos Historiadores». ISSN 1676-3033. Consultado em 26 de outubro de 2022

- CARDOSO, Eduardo Wright (2014). «As ciências da história no século XIX». Ouro Preto. História da Historiografia (15): 199-207. doi:10.15848/hh.voi15.748

- CATROGA, Fernando (2005). «Teoria da História dos Historiadores». ISSN 1676-3033. Consultado em 26 de outubro de 2022

- FARIAS, Marcilene Nascimento de; FONSECA, André Dioney; ROIZ, Diogo da Silva (2006). «A escola metódica e o movimento dos Annales: contribuições teórico-metodológicas à história». Akrópolis. Consultado em 14 de agosto de 2018

- GOMES, Rafael Nascimento (2018). «Seignobos x Simiand: a querela do método histórico com a ciência social no início do século XX». Cadernos de História. ISSN 2237-8871. doi:10.5752/P.2237-8871.2018v19n30p123-141. Consultado em 2 de novembro de 2022

- MALATIAN, Teresa (2012). «Um percurso historiográfico do conhecimento histórico» (PDF). Caderno de Formação: Conteúdos e Didática de História. Consultado em 14 de agosto de 2018

- OLIVEIRA, Itamar Freitas de (2017). «Seminário e método entre historiadores que visitaram a Alemanha (1877 - 1909)». Varia Historia: 491–521. ISSN 0104-8775. doi:10.1590/0104-87752017000200009. Consultado em 22 de agosto de 2022

- TEIXEIRA, Fernando Sousa (2018). «A Síntese Histórica e o Papel do Historiador na Perspectiva Metódica de Langlois & Seignobos»: 34–55. ISSN 2179-6386. Consultado em 22 de agosto de 2022

### Teses e dissertações
- ROCHA, Sabrina Magalhães (2010). Lucien Febvre, Marc Bloch e as ciências históricas Alemães (1928-1944) (Dissertação de Mestrado). Ouro Preto: UFOP.

### Livros e capítulos de livros
- BOUDÉ, Guy; MARTIN, Hervé (2012). As Escolas Históricas: da Idade Média aos nossos dias. Portugal: Europa-América. ISBN 9721030260

- BLOCH, MARC (2001). Apologia da História ou o ofício do historiador. Rio de Janeiro: Zahar. ISBN 9788571106093

- BRAUDEL, Fernand (2009). Escritos sobre a história. São Pulo: Perspectiva. ISBN 9788527303347

- CARBONELL, Charles-Olivier (1992). Historiografia. [S.l.]: Teorema. ISBN 9789726951728

- CEZAR, Temítocles (2010). «Fustel de Coulanges». In:  MALERBA, Jurandir. Lições da História: o caminho da ciência no longo século XIX. Rio de Janeiro: FGV. pp. 307–317. ISBN 9788522508334

- COULANGES, Fustel de (2010). «Aula inaugural do curso de História da faculdade de Estraburgo (1862)». In:  MALERBA, Jurandir. Lições da História: o caminho da ciência no longo século XIX. Rio de Janeiro: FGV. pp. 317–322. ISBN 9788522508334

- DIVANNA, Isabel (2010). «Writing history in the Third Republic». Newcastle upon Tyne: Cambridge Scholars Pub. OCLC 828869182. Consultado em 14 de agosto de 2022

- HARTOG, François (2003). O século XIX e a História: o caso de Fustel de Coulanges. Rio de Janeiro: UFRJ. ISBN 8571082626

- LANGLOIS, Charles-Victor; SEIGNOBOS, Charles (1898). «Advertência. Introdução aos estudos históricos». In:  SILVA, Glaydson José da. A Escola Metódica: seleção de textos, tradução e organização(2006). 61. [S.l.]: UNICAMP. pp. 52–60. ISSN 1676-7055

- LE GOFF, Jacques (2005). A História Nova. São Pulo: Martins Fontes. ISBN 853362185X

- MALATIAN, Teresa; MALERBA, Jurandir (2010). Gabriel Monod. Lições de história: o caminho da ciência no longo século XIX. Rio de Janeiro/ Porto Alegre: FGV/ Edipucrs. pp. 323–324. ISBN 9788522508334

- MATA, Sérgio da (2015). «Leopold von Ranke (1795-1886)». In:  MARTINS, Estevão de Rezende. (Org.). A História Pensada: Teoria e método da historiografia européia do século XIX. São Paulo: Contexto. pp. 187–201. ISBN 9788572444682

- MONOD, Gabriel (1876). «Introdução. Do progresso dos estudos históricos na França desde o século XVI.Revue Historique - Tomo Prémier». In:  SILVA, Glaydson José da. A Escola Metódica: seleção de textos, tradução e organização(2006). 61. [S.l.]: UNICAMP. pp. 20–51. ISSN 1676-7055

- MONOD, Gabriel; FAZNIEZ, Gustave Charles (1876). «Revue Historique - Tomo Prémier». In:  SILVA, Glaydson José da. A Escola Metódica: seleção de textos, tradução e organização(2006). 61. [S.l.]: UNICAMP. pp. 15–19. ISSN 1676-7055

- REIS, José Carlos (2011). A História entre a Filosofia e a Ciência. Belo Horizonte: Autêntica. ISBN 978-85-7526-115-6

- REIS, José Carlos (2009). Escola dos Annales: a inovação em História. São Pulo: Paz e Terra. ISBN 8521903499

- REVEL, Jacques (1989). A Invenção da Sociedade. Lisboa: Difel. ISBN 9722902067

- SALIBA, Elias Thomé (2009). «Aventuras modernas e desventuras pós-modernas». In:  PINSKY, Carla Bassanezi; LUCA, Tania Regina. O historiador e suas fontes. São Pulo: Contexto. pp. 309–328. ISBN 9788572444514

- SILVA, Glaydson José da (2006). A Escola Metódica: seleção de textos, tradução e organização. 61. [S.l.]: UNICAMP. ISSN 1676-7055

- SIMIAND, François (2006). «Introdução aos estudos históricos. Resenha de Charles-Victor Langlois e Charles Seignobos». In:  SILVA, Glaydson José da. A Escola Metódica: seleção de textos, tradução e organização. 61. [S.l.]: UNICAMP. pp. 61–70. ISSN 1676-7055

- SIMIAND, François (2003). Método Histórico e Ciência Social. Bauru: EDUSC. ISBN 8574602086